# Ioan Hora
Adrian Ioan Hora (ur. 21 sierpnia 1988 w Oradei) – rumuński piłkarz grający na pozycji bocznego pomocnika lub napastnika. Od 2016 jest zawodnikiem klubu Konyaspor.

## Kariera piłkarska
Swoją karierę piłkarską Hora rozpoczął w klubie CSȘ Oradea. Następnie został zawodnikiem UT Arad i w sezonie 2005/2006 zadebiutował w jego barwach w drugiej lidze rumuńskiej. W debiutanckim sezonie awansował ze swoim klubem do pierwszej ligi. W UT Arad grał do końca sezonu 2007/2008. Latem 2008 przeszedł do Glorii Bystrzyca, w której zadebiutował 26 lipca 2008 w przegranym 0:3 wyjazdowym meczu z Rapidem Bukareszt. W Glorii grał przez dwa lata.
W 2010 roku Hora został zawodnikiem CFR 1907 Cluj. W klubie tym swój ligowy debiut zaliczył 24 lipca 2010 w zremisowanym 0:0 wyjazdowym spotkaniu z Universitateą Krajowa. Latem 2010 zdobył Superpuchar Rumunii, a w sezonie 2010/2011 wywalczył tytuł mistrza Rumunii. W CFR Cluj występował do końca 2013 roku.
Na początku 2014 roku Hora przeszedł do drugoligowego ASA Târgu Mureș. Swój debiut w nim zanotował 1 marca 2014 zwycięskim 2:1 wyjazdowym meczu z CSU Krajowa, w którym strzelił gola. W sezonie 2013/2014 wywalczył mistrzostwo drugiej ligi Rumunii i awans do pierwszej ligi. Z kolei w sezonie 2014/2015 został wicemistrzem Rumunii.
Latem 2015 Hora podpisał kontrakt z zespołem Pandurii Târgu Jiu. Zadebiutował w nim 13 lipca 2015 w zwycięskim 1:0 wyjazdowym meczu z ACS Poli Timișoara. W sezonie 2015/2016 zdobywając 19 goli został królem strzelców rumuńskiej ekstraklasy.
Latem 2016 Hora przeszedł do Konyasporu za kwotę 70 tysięcy euro. Zadebiutował w nim 20 sierpnia 2016 w zremisowanym 1:1 wyjazdowym spotkaniu z Çaykurem Rizespor.
| Sezon   | Klub               | Kraj    | Rozgrywki | Mecze | Gole |
| ------- | ------------------ | ------- | --------- | ----- | ---- |
| 2005/06 | UT Arad            | Rumunia | Liga II   | 20    | 4    |
| 2006/07 | UT Arad            | Rumunia | Liga I    | 9     | 1    |
| 2007/08 | UT Arad            | Rumunia | Liga I    | 23    | 2    |
| 2008/09 | Gloria Bystrzyca   | Rumunia | Liga I    | 25    | 2    |
| 2009/10 | Gloria Bystrzyca   | Rumunia | Liga I    | 30    | 4    |
| 2010/11 | CFR 1907 Cluj      | Rumunia | Liga I    | 24    | 2    |
| 2011/12 | CFR 1907 Cluj      | Rumunia | Liga I    | 21    | 1    |
| 2012/13 | CFR 1907 Cluj      | Rumunia | Liga I    | 21    | 3    |
| 2013/14 | CFR 1907 Cluj      | Rumunia | Liga I    | 10    | 0    |
| 2013/14 | ASA Târgu Mureș    | Rumunia | Liga II   | 15    | 3    |
| 2014/15 | ASA Târgu Mureș    | Rumunia | Liga I    | 30    | 9    |
| 2015/16 | Pandurii Târgu Jiu | Rumunia | Liga I    | 35    | 19   |
| 2016/17 | Pandurii Târgu Jiu | Rumunia | Liga I    | 2     | 1    |
| 2016/17 | Konyaspor          | Turcja  | Süper Lig |       |      |

## Kariera reprezentacyjna
W reprezentacji Rumunii Hora zadebiutował 23 marca 2016 roku w wygranym 1:0 towarzyskim meczu z Litwą, rozegranym w Giurgiu, gdy w 76. minucie zmienił Bogdana Stancu.